# Saint-Chamant (Corrèze)
Saint-Chamant – miejscowość i gmina we Francji, w regionie Nowa Akwitania, w departamencie Corrèze.
Według danych na rok 1990 gminę zamieszkiwało 513 osób, a gęstość zaludnienia wynosiła 37 osób/km² (wśród 747 gmin Limousin Saint-Chamant plasuje się na 252. miejscu pod względem liczby ludności, natomiast pod względem powierzchni na miejscu 474.).